# HD 208741
HD 208741，又名CP-76 1542，SAO 257993、HR 8380，是一颗恒星，视星等为5.95，位于銀經314.54，銀緯-36.95，其B1900.0坐标为赤經21h 53m 16.5s，赤緯-76° -36.95′ 47″。